# IC 391
IC 391 је спирална галаксија у сазвјежђу Жирафа која се налази на листи објеката дубоког неба у Индекс каталогу.
Деклинација објекта је + 78° 11' 23" а ректасцензија 4h 57m 22,1s. Привидна величина (магнитуда) објекта IC 391 износи 12,3 а фотографска магнитуда 13,0. Налази се на удаљености од 25,5 милиона парсека од Сунца. IC 391 је још познат и под ознакама UGC 3190, MCG 13-4-11, CGCG 347-9, IRAS 04497+7806, KARA 155, KUG 0449+781, PGC 16402.